# Liste der psychischen und Verhaltensstörungen nach ICD-10
Die Liste der psychischen und Verhaltensstörungen nach ICD-10 orientiert sich an der zehnten Fassung der Internationalen Klassifikation der Krankheiten (ICD-10), die psychische und Verhaltensstörungen im Kapitel V aufführt. Dort sind auch Störungen der psychischen Entwicklung enthalten.
Das fünfte Kapitel ist weiter nach Krankheitsgruppen in 10 Unterabschnitte gegliedert. Der Buchstabe F bedeutet Hinweis auf eine psychische Störung –, zusätzliche Ziffern erlauben genauere Angaben. Die WHO gibt das Kapitel zu psychischen und Verhaltensstörungen in verschiedenen Versionen heraus (siehe Literatur):
- Internationale Klassifikation psychischer Störungen (grobe Leitlinien für die klinische Anwendung)
- Diagnostische Kriterien für Forschung und Praxis (differenzierter für Forschungszwecke)
- Psychische Störungen in der Praxis (zugeschnitten auf hausärztliche Versorgung)

## Allgemeines
Die Einordnung einer psychischen Störung nach ihren Symptomen ist ein Bestandteil der Diagnose. Dafür gibt es parallel das DSM-5, ein psychiatrisches Klassifikationssystem der USA. Es ist weitgehend kompatibel mit der ICD-10, wodurch eine Umkodierung von Diagnosen zwischen beiden Systemen möglich wird.
Ein Kapitel für psychische Erkrankungen gibt es im ICD erst seit 1948 (ICD-6). Wesentliche Neuerungen bei der Umstellung von ICD-9 auf ICD-10 waren der Verzicht auf wertende Begriffe (z. B. Neurose oder endogen), das Komorbiditätsprinzip und die Angabe genauerer Diagnosekriterien.

## F00–F09 Organische, einschließlich symptomatischer psychischer Störungen
Übersichtsartikel: Demenz und Organisches Psychosyndrom
| Code | Beschreibung | Erkrankungen und weiterführende Artikel                                                                                     |
| ---- | --- | --- |
| F00* | Demenz bei Alzheimer-Krankheit (G30)                                                                                      | Alzheimer-Krankheit |
| F01  | Vaskuläre Demenz | Multiinfarktdemenz, Subkortikale arteriosklerotische Enzephalopathie, Infarkt                                               |
| F02* | Demenz bei anderenorts klassifizierten Krankheiten                                                                        | Pick-Krankheit (G31.0), Creutzfeldt-Jakob-Krankheit (A81.0), Chorea Huntington (G10), Parkinson-Krankheit (G20), AIDS (B22) |
| F03  | Nicht näher bezeichnete Demenz                                                                                            | – |
| F04  | Organisches amnestisches Syndrom, nicht durch Alkohol oder andere psychotrope Substanzen bedingt                          | Amnesie, Korsakow-Syndrom                                                                                                   |
| F05  | Delir, nicht durch Alkohol oder andere psychotrope Substanzen bedingt                                                     | Delirium |
| F06  | Andere psychische Störungen aufgrund einer Schädigung oder Funktionsstörung des Gehirns oder einer körperlichen Krankheit | Organisches Psychosyndrom, Halluzination                                                                                    |
| F07  | Persönlichkeits- und Verhaltensstörung aufgrund einer Krankheit, Schädigung oder Funktionsstörung des Gehirns             | Frontalhirnsyndrom, Persönlichkeitsstörungen                                                                                |
| F09  | Nicht näher bezeichnete organische oder symptomatische psychische Störung                                                 | Psychose |

## F10–F19 Psychische und Verhaltensstörungen durch psychotrope Substanzen
Übersichtsartikel: Missbrauch und Abhängigkeit, psychotrope Substanzen und Entzugssyndrom.
Ausgenommen ist der Missbrauch von nichtabhängigkeitserzeugenden Substanzen (F55), da er im Abschnitt Verhaltensauffälligkeiten mit körperlichen Störungen und Faktoren klassifiziert wird.
| Code      | Beschreibung                                                                                                   | Erkrankungen und weiterführende Artikel                                       |
| --------- | --- | ----------------------------------------------------------------------------- |
| F10       | Psychische und Verhaltensstörungen durch Alkohol                                                               | Alkoholkrankheit, Korsakow-Syndrom                                            |
| F11       | Psychische und Verhaltensstörungen durch Opioide                                                               | Opioid                                                                        |
| F12       | Psychische und Verhaltensstörungen durch Cannabinoide                                                          | Cannabinoide                                                                  |
| F13       | Psychische und Verhaltensstörungen durch Sedativa oder Hypnotika                                               | Schädlicher Gebrauch von Benzodiazepinen, Sedativum, Hypnotikum, Schlafmittel |
| F14       | Psychische und Verhaltensstörungen durch Kokain                                                                | Kokain                                                                        |
| F15       | Psychische und Verhaltensstörungen durch andere Stimulanzien, einschließlich Koffein                           | Stimulans, Koffein                                                            |
| F16       | Psychische und Verhaltensstörungen durch Halluzinogene                                                         | Halluzinogen, Horrortrip                                                      |
| F17       | Psychische und Verhaltensstörungen durch Tabak                                                                 | Tabak                                                                         |
| F18       | Psychische und Verhaltensstörungen durch flüchtige Lösungsmittel                                               | –                                                                             |
| F19       | Psychische und Verhaltensstörungen durch multiplen Substanzgebrauch und Konsum anderer psychotroper Substanzen |                                                                               |
| 4. Stelle | Beschreibung                                                                                                   | Namen der Komplikationen (Zusätzlich zu verschlüsselnder *-Code)              |
| .0        | Akute Intoxikation [akuter Rausch]                                                                             | Rausch                                                                        |
| .1        | Schädlicher Gebrauch                                                                                           | –                                                                             |
| .2        | Abhängigkeitssyndrom                                                                                           | Abhängigkeitssyndrom                                                          |
| .3        | Entzugssyndrom                                                                                                 | –                                                                             |
| .4        | Entzugssyndrom mit Delir                                                                                       | Delirium                                                                      |
| .5        | Psychotische Störung                                                                                           | Substanzinduzierte Psychose                                                   |
| .6        | Amnestisches Syndrom                                                                                           | Korsakow-Syndrom                                                              |
| .7        | Restzustand und verzögert auftretende psychotische Störung                                                     | –                                                                             |
| .8        | Sonstige psychische und Verhaltensstörungen                                                                    | –                                                                             |
| .9        | Nicht näher bezeichnete psychische und Verhaltensstörung                                                       | –                                                                             |

## F20–F29 Schizophrenie, schizotype und wahnhafte Störungen
Übersichtsartikel: Schizophrenie
| Code | Beschreibung                                     | Erkrankungen und weiterführende Artikel            |
| ---- | ------------------------------------------------ | -------------------------------------------------- |
| F20  | Schizophrenie                                    | Schizophrenie, Katatonie, Hebephrene Schizophrenie |
| F21  | Schizotype Störung                               | Schizotypische Persönlichkeitsstörung              |
| F22  | Anhaltende wahnhafte Störungen                   | Wahn                                               |
| F23  | Akute vorübergehende psychotische Störungen      | Psychose                                           |
| F24  | Induzierte wahnhafte Störung                     | Induzierte wahnhafte Störung                       |
| F25  | Schizoaffektive Störungen                        | Schizoaffektive Störung                            |
| F28  | Sonstige nichtorganische psychotische Störungen  |                                                    |
| F29  | Nicht näher bezeichnete nichtorganische Psychose |                                                    |

## F30–F39 Affektive Störungen
Übersichtsartikel: Affektive Störung
| Code | Beschreibung                              | Erkrankungen und weiterführende Artikel |
| ---- | ----------------------------------------- | --------------------------------------- |
| F30  | Manische Episode                          | Hypomanie, Manie                        |
| F31  | Bipolare affektive Störung                | Bipolare Störung                        |
| F32  | Depressive Episode                        | Depression                              |
| F33  | Rezidivierende depressive Störung         | Depression                              |
| F34  | Anhaltende affektive Störungen            | Zyklothymia, Dysthymie                  |
| F38  | Andere affektive Störungen                | –                                       |
| F39  | Nicht näher bezeichnete affektive Störung | –                                       |

## F40–F48 Neurotische, Belastungs- und somatoforme Störungen
Übersichtsartikel: Angststörungen, Trauma (Psychologie), Dissoziation (Psychologie), Psychosomatik und Neurose
| Code | Beschreibung                                               | Erkrankungen und weiterführende Artikel |
| ---- | ---------------------------------------------------------- | --- |
| F40  | Phobische Störungen                                        | Agoraphobie, Soziale Phobie, Akrophobie, Spezifische Phobie, Phobische Störung, Liste phobischer Störungen                                                              |
| F41  | Andere Angststörungen                                      | Panikstörung, Generalisierte Angststörung, Angst und depressive Störung (gemischt), sonstige Angststörungen                                                             |
| F42  | Zwangsstörung                                              | Zwangsstörung, Zwangshandlung, Zwangsgedanke |
| F43  | Reaktionen auf schwere Belastungen und Anpassungsstörungen | Posttraumatische Belastungsstörung, Akute Belastungsreaktion, Anpassungsstörung, Hospitalismus                                                                          |
| F44  | Dissoziative Störungen [Konversionsstörungen]              | Fugue, Poriomanie, Dromomanie, Konversionshysterie, Amnesie, Ganser-Syndrom, Multiple Persönlichkeit(sstörung), Pseudodebilität, Besessenheit, Konversion (Psychologie) |
| F45  | Somatoforme Störungen                                      | Somatoforme Störung, Somatoforme Schmerzstörung, Briquet-Syndrom, Psychogene: Dysphagie, Juckreiz, Bruxismus, Hyperventilation                                          |
| F48  | Andere neurotische Störungen                               | Neurasthenie, Depersonalisation, Derealisation, Schreibkrampf, Dhat-Syndrom, Psychasthenie, Psychogene Synkope (Medizin)                                                |

## F50–F59 Verhaltensauffälligkeiten mit körperlichen Störungen und Faktoren
Übersichtsartikel: Essstörung, Schlafstörung, Sexuelle Dysfunktion und Schädlicher Gebrauch von nichtabhängigkeitserzeugenden Substanzen
| Code | Beschreibung                                                                                | Erkrankungen und weiterführende Artikel |
| ---- | ------------------------------------------------------------------------------------------- | --- |
| F50  | Essstörungen                                                                                | Anorexia nervosa, Bulimie, Binge Eating, Pica-Syndrom,                                                                                             |
| F51  | Nichtorganische Schlafstörungen                                                             | Parasomnie, Primäre Insomnie, Somnambulismus, Pavor nocturnus                                                                                      |
| F52  | Sexuelle Funktionsstörungen, nicht verursacht durch eine organische Störung oder Krankheit  | Sexuelle Appetenzstörung, Hypersexualität, Nymphomanie, Satyriasis, Psychogene /-er: Vaginismus, Anorgasmie und Hyporgasmie, Impotenz, Dyspareunie |
| F53  | Psychische oder Verhaltensstörungen im Wochenbett, anderenorts nicht klassifiziert          | Postpartale Stimmungskrisen |
| F54  | Psychologische Faktoren oder Verhaltensfaktoren bei anderenorts klassifizierten Krankheiten | z. B. bei Asthma, Colitis ulcerosa, Dermatitis, Magenulkus, Mukomembranöse Kolitis, Urtikaria (Nesselsucht)                                        |
| F55  | Schädlicher Gebrauch von nichtabhängigkeitserzeugenden Substanzen                           | Medikamenten- oder Arzneimittel -Missbrauch, Abusus, Sucht bzw. Abhängigkeit; Entzugssyndrom, Absetzerscheinung                                    |
| F59  | Nicht näher bezeichnete Verhaltensauffälligkeiten bei körperlichen Störungen und Faktoren   | – |

## F60–F69 Persönlichkeits- und Verhaltensstörungen
Übersichtsartikel: Persönlichkeitsstörung, Persönlichkeitsentwicklungsstörung, Störung der Impulskontrolle, Störungen der Geschlechtsidentität, Paraphilie und Sexuelle Orientierung
| Code | Beschreibung                                                                                    | Erkrankungen und weiterführende Artikel |
| ---- | ----------------------------------------------------------------------------------------------- | --- |
| F60  | Spezifische Persönlichkeitsstörungen                                                            | Paranoide, Schizoide, Borderline, Dissoziale, Emotional instabile, Histrionische, Anankastische (zwanghafte), Ängstliche (vermeidende), Abhängige (asthenische) und Sonstige spezifische Persönlichkeitsstörung (exzentrisch, haltlos, narzisstisch, passiv-aggressiv, psychoneurotisch, unreif) |
| F61  | Kombinierte und andere Persönlichkeitsstörungen                                                 | – |
| F62  | Andauernde Persönlichkeitsänderungen, nicht Folge einer Schädigung oder Krankheit des Gehirns   | Komplexe Posttraumatische Belastungsstörung |
| F63  | Abnorme Gewohnheiten und Störungen der Impulskontrolle                                          | Pathologisches Spielen, Pyromanie, Kleptomanie, Trichotillomanie |
| F64  | Störungen der Geschlechtsidentität                                                              | „Transsexualismus“, Transvestitismus unter Beibehaltung beider Geschlechtsrollen |
| F65  | Störungen der Sexualpräferenz                                                                   | Fetischismus, Fetischistischer Transvestitismus, Exhibitionismus, Voyeurismus, Pädophilie, Sadomasochismus, Multiple Störungen der Sexualpräferenz, Sonstige Störungen der Sexualpräferenz (Frotteurismus, Nekrophilie)                                                                          |
| F66  | Psychische und Verhaltensstörungen in Verbindung mit der sexuellen Entwicklung und Orientierung | Sexuelle Reifungskrise, Ichdystone Sexualorientierung, Sexuelle Beziehungsstörung |
| F68  | Andere Persönlichkeits- und Verhaltensstörungen                                                 | Entwicklung körperlicher Symptome aus psychischen Gründen (Rentenneurose), Artifizielle Störung |
| F69  | Nicht näher bezeichnete Persönlichkeits- und Verhaltensstörung                                  | – |

## F70–F79 Intelligenzminderung
Übersichtsartikel: Intelligenzminderung und Geistige Behinderung
| Code | Beschreibung                                 | Erkrankungen und weiterführende Artikel |
| ---- | -------------------------------------------- | --------------------------------------- |
| F70  | Leichte Intelligenzminderung                 | –                                       |
| F71  | Mittelgradige Intelligenzminderung           | –                                       |
| F72  | Schwere Intelligenzminderung                 | –                                       |
| F73  | Schwerste Intelligenzminderung               | –                                       |
| F78  | Andere Intelligenzminderung                  | –                                       |
| F79  | Nicht näher bezeichnete Intelligenzminderung | –                                       |

## F80–F89 Entwicklungsstörungen
Übersichtsartikel: Sprachstörung, Sprechstörung, Lernbehinderung und Tiefgreifende Entwicklungsstörung
| Code | Beschreibung                                                     | Erkrankungen und weiterführende Artikel |
| ---- | ---------------------------------------------------------------- | --- |
| F80  | Umschriebene Entwicklungsstörungen des Sprechens und der Sprache | Artikulationsstörung (Dyslalie), Expressive Sprachstörung, Rezeptive Sprachstörung, Erworbene Aphasie mit Epilepsie (Landau-Kleffner-Syndrom)                                                                           |
| F81  | Umschriebene Entwicklungsstörungen schulischer Fertigkeiten      | Lese- und Rechtschreibstörung (Legasthenie), Isolierte Rechtschreibstörung, Rechenstörung (Dyskalkulie), Kombinierte Störungen schulischer Fertigkeiten                                                                 |
| F82  | Umschriebene Entwicklungsstörung der motorischen Funktionen      | Dyspraxie |
| F83  | Kombinierte umschriebene Entwicklungsstörungen                   | – |
| F84  | Tiefgreifende Entwicklungsstörungen                              | Frühkindlicher Autismus, Atypischer Autismus, Rett-Syndrom, Andere desintegrative Störung des Kindesalters (Hellersche Demenz), Überaktive Störung mit Intelligenzminderung und Bewegungsstereotypien, Asperger-Syndrom |
| F88  | Andere Entwicklungsstörungen                                     | Entwicklungsbedingte Agnosie (Agnosie) |
| F89  | Nicht näher bezeichnete Entwicklungsstörung                      | – |

## F90–F98 Verhaltens- und emotionale Störungen mit Beginn in der Kindheit und Jugend
Übersichtsartikel: Aufmerksamkeitsdefizit-/Hyperaktivitätsstörung, Störung des Sozialverhaltens, Emotionale Störungen des Kindesalters und Tic
| Code | Beschreibung                                                                      | Erkrankungen und weiterführende Artikel |
| ---- | --------------------------------------------------------------------------------- | --- |
| F90  | Hyperkinetische Störungen                                                         | Einfache Aktivitäts- und Aufmerksamkeitsstörung, Hyperkinetische Störung des Sozialverhaltens |
| F91  | Störungen des Sozialverhaltens                                                    | Auf den familiären Rahmen beschränkte Störung des Sozialverhaltens, Störung des Sozialverhaltens bei fehlenden sozialen Bindungen, Störung des Sozialverhaltens bei vorhandenen sozialen Bindungen, Störung des Sozialverhaltens mit oppositionellem, aufsässigem Verhalten                                                                                           |
| F92  | Kombinierte Störung des Sozialverhaltens und der Emotionen                        | Störung des Sozialverhaltens mit depressiver Störung |
| F93  | Emotionale Störungen des Kindesalters                                             | Emotionale Störung mit Trennungsangst des Kindesalters (Trennungsangst), Phobische Störung des Kindesalters (Phobische Störung), Störung mit sozialer Ängstlichkeit des Kindesalters (Soziale Phobie), Emotionale Störung mit Geschwisterrivalität (Geschwisterrivalität),                                                                                            |
| F94  | Störungen sozialer Funktionen mit Beginn in der Kindheit und Jugend               | Selektiver Mutismus, Reaktive Bindungsstörung des Kindesalters (Bindungsstörung), Bindungsstörung des Kindesalters mit Enthemmung |
| F95  | Ticstörungen                                                                      | Vorübergehende Ticstörung, Chronische motorische oder vokale Ticstörung, Kombinierte vokale und multiple motorische Tics (Tourette-Syndrom) |
| F98  | Andere Verhaltens- und emotionale Störungen mit Beginn in der Kindheit und Jugend | Nichtorganische Enuresis, Nichtorganische Enkopresis, Fütterstörung im frühen Kindesalter, Pica im Kindesalter (Pica-Syndrom), Stereotype Bewegungsstörungen (Stereotypie (Medizin)), Stottern [Stammeln], Poltern, Sonstige näher bezeichnete Verhaltens- und emotionale Störungen mit Beginn in der Kindheit und Jugend (Nasenbohren, Onychophagie, Daumenlutschen) |

## F99 Nicht näher bezeichnete psychische Störungen
| Code | Beschreibung                          | Erkrankungen und weiterführende Artikel |
| ---- | ------------------------------------- | --------------------------------------- |
| F99  | Psychische Störung ohne nähere Angabe | –                                       |

## Störungen ohne eindeutige Klassifikation im ICD-10
Folgende Verhaltensstörungen sind in Kapitel V nicht eindeutig klassifiziert:
- Urbach-Wiethe-Syndrom (eine Funktionsstörung der Amygdala mit Störungen der Urteilskraft und des Gefühlslebens)

- Exzessives Schreien im Säuglingsalter (Säuglinge die an unstillbaren, dauerhaften Schrei- und Unruheattacken leiden)
- Skoptisches Syndrom (das starke Begehren eines Jungen oder Mannes, sich einer Kastration zu unterziehen und als Eunuch weiterzuleben)

Anderenorts nicht klassifizierte Symptome und abnorme klinische Laborbefunde werden in Kapitel XVIII (R00-R09) behandelt.